# Tolland (Somerset)
Pour les articles homonymes, voir Tolland.
Tolland est une paroisse civile et un village du Somerset, en Angleterre.